# Walther Uthemann

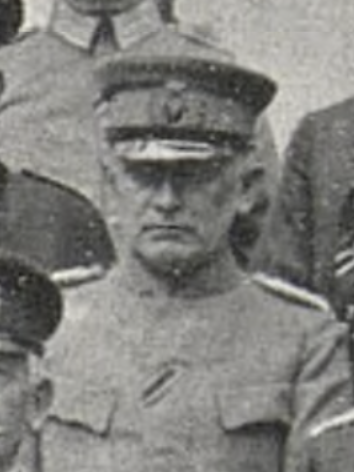
Generalarzt Walther Uthemann, im Stabe des Marinekorps in Brügge, 1915.

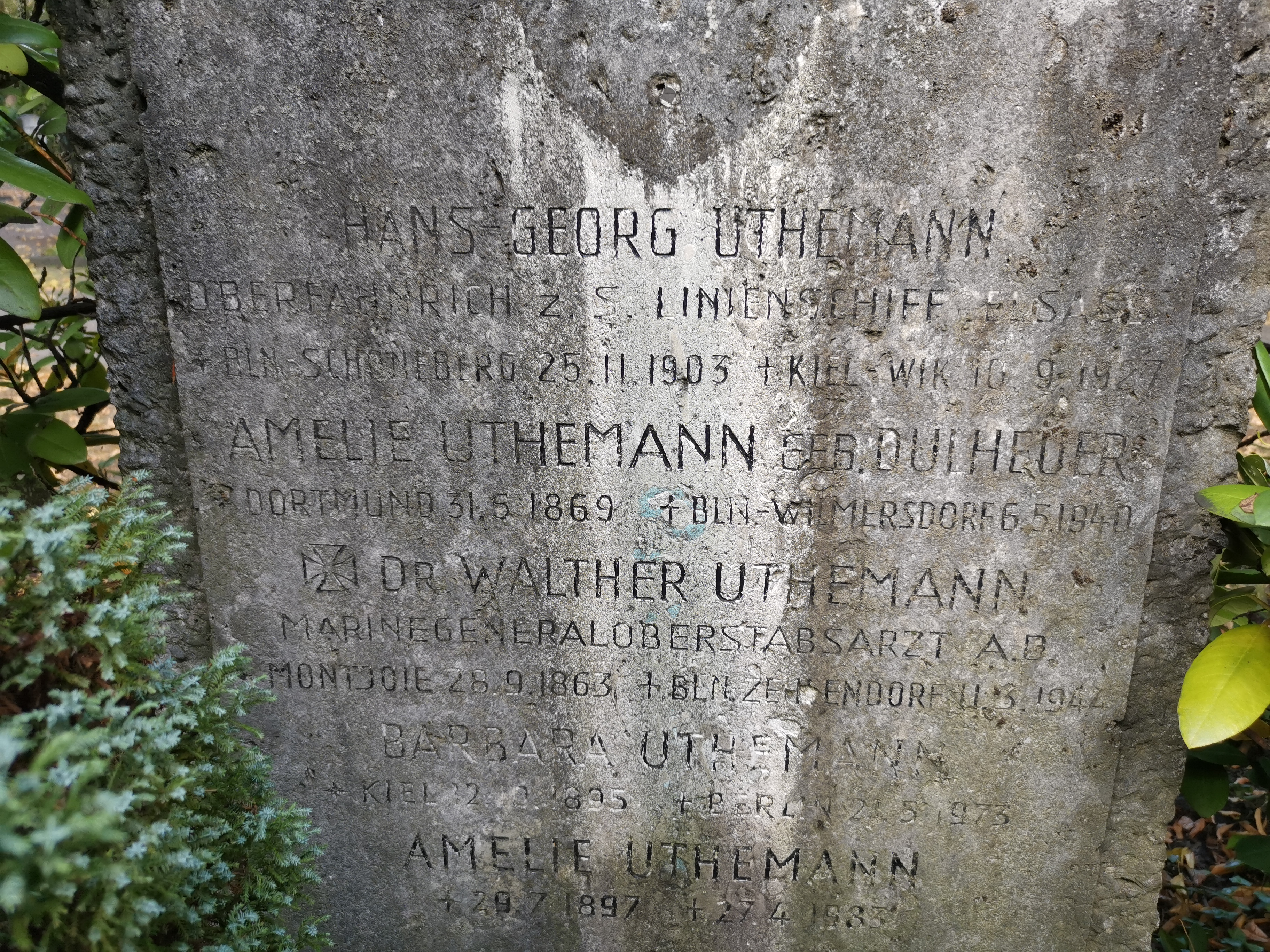
Grab auf dem Friedhof Berlin-Wilmersdorf

Wilhelm August Emil Walther Uthemann, auch Walter Uthemann (* 28. August 1863 in Montjoie; † 11. März 1944 in Berlin) war ein deutscher Sanitätsoffizier, zuletzt Marinegeneraloberstabsarzt der Reichsmarine.

## Leben
Walther Uthemann war der Sohn von Wilhelm Adolf Uthemann und dessen Ehefrau Maria geb. von Schenk. Sein Bruder war der spätere Vizeadmiral Hans Uthemann.
Walther Uthemann trat Anfang April 1883 als Einjährig-Freiwilliger in die Kaiserliche Marine ein. Im selben Jahr wurde er im Pépinière-Corps Suevo-Borussia. Spätestens 1907 wurde er auch Mitglied des KWA-Corps Saxonia. Anschließend studierte er bis 1887 an der Kaiser-Wilhelm-Akademie in Berlin und wurde in der Mitte des gleichen Jahres Unterarzt der Kaiserlichen Marine. Zum 11. Juni 1888 schloss er das Staatsexamen ab, wurde am 25. August 1888 Marineassistenzarzt, 2. Klasse, und legte Ende März 1899 das Physikatsexamen ab. Er war bis 1894 bis zum Marinestabsarzt befördert worden. Als Schiffsarzt auf dem Kleinen Kreuzer Bussard, welche in Deutsch-Ostafrika operierte, entwickelte er 1891 eine Schutzbehandlung für Schiffsbesatzungen zur Prävention gegen Geschlechtskrankheiten, zusammengestellt als Päckchen mit einer Anweisung, welche später in das Handbuch der Gesundheitspflege an Bord von Kriegsschiffen übernommen wurde. In Tsingtau tätig fasste er später diese als Pflichtschutzbehandlung für Seeleute zusammen, welche in der Folge erfolgreich bei der Marine angewendet wurde.
Am 23. März 1901 erfolgte seine Beförderung zum Marineoberstabsarzt. 1906 war er Geschwaderarzt im I. Geschwader. Von 1902 bis 1912 war er Gouvernementsarzt in Tsingtau. In dieser Position wurde er 1912 zum Marinegeneralarzt befördert. Anschließend war er bis Kriegsbeginn Flottenarzt der Hochseeflotte. Sein Nachfolger als Flottenarzt wurde der Marine-Generaloberarzt Oscar Gudden.
Bis November 1914 war er Stationsarzt der Marinestation der Ostsee und zeitgleich Chef des Sanitätsamtes in Kiel. Anschließend war er Korpsarzt des neu gebildeten Marinekorps Flandern und blieb dies bis April 1916. Mit Patent vom 24. Mai 1916 wurde Uthemann zum Generalstabsarzt mit dem Rang eines Konteradmirals mit dem Prädikat Exzellenz befördert und Chef des Sanitäts-Korps der Marine und der Medizinalabteilung des Reichswehrministeriums in Berlin. In dieser Position blieb er bis Kriegsende.
Er wurde am 31. Oktober 1919 in die Reichsmarine übernommen und zum 30. April 1922 als Marinegeneraloberstabsarzt mit dem Rang als Admiral aus der Marine entlassen. Sein Nachfolger als Chef der Medizinalabteilung des Reichswehrministeriums wurde Johannes Brachmann.
Bis 1918 hatte er u. a. den Roter Adlerorden 2. Klasse mit Eichenlaub und Schwertern, den Königlichen Kronen-Orden 3. Klasse, das Hanseatenkreuz (Bremen und Hamburg) und das Friedrich-August-Kreuz I. Klasse verliehen bekommen.
Sein Muttercorps Suevo-Borussia wählte ihn zum Ehrenmitglied. 1894 hatte er in Kiel Amelie Dulheuer, eine Tochter von Carl Dulheuer, geheiratet.
Walter Uthemann war Mitglied der Deutschen Tropenmedizinischen Gesellschaft.

## Werke
- Stammliste des Marine-Sanitäts-Offizierkorps. Mittler, 1906.
- Einiges über die Hygiene des Dienstes an Bord. In: Marine-Rundschau, Heft 9, 1913, S. 1048–1052.
- Marinesanitätsdienst im Weltkrieg. In: Deutsche Medizinische Wochenschrift, 14. Dezember 1934, S. 1933–1936.